# 刀悶達
刀悶達，（?—?），中國明末清初時期鎮康州土司。1659年清軍平雲南，鎮康土知州刀悶達率眾投降，仍授世職。1680年，清軍平三藩之亂，刀悶達投誠，仍授世職。
| 前任： 刀悶枳 | 鎮康州土知州 1656年—1698年 | 繼任： 刀悶珍 |